# Passamezzo
Il passamezzo, anche denominato passo e mezo (italiano del secolo XVI), passemeze e passemezze (francese), passamezzo e passymeasure (inglese) così come pass'e mezzo e passezzo, era una danza del rinascimento italiano (periodo 1550-1650), conosciuta in tutta Europa. È di ritmo binario, pertinente con la pavana (ma più rapida) e seguita abitualmente dalla gagliarda. Può essere eseguita sola o come parte di una suite o insieme di danze.
Ne esistono coreografie stampate, anche se di 60 anni posteriori alle prime danze di passamezzo, per cui si ignora il loro aspetto originale.
L'origine della parola è incerta, potrebbe derivare dal suo tempo alla breve, oppure da una figura di ballo: un “passo e mezzo”. Mersenne nella sua “Armonia universale” (1636) propone una interpretazione analoga, ma l'esistenza di diverse ipotesi dimostra l'incertezza che circonda la sua etimologia.

## Passamezzo antico
Generalmente in sol minore e a volte in la, gli accordi del passamezzo si trovano in intervalli metricamente uguali e si dividono solitamente in due frasi, la prima al V e la seconda all'I. È possibile che tra gli accordi dello schema si intercalino gradi intermedi come il V o il V-V. Lo schema a sua volta può ripetersi indefinitamente per adeguarsi alla durata della danza. Il passamezzo antico e la sua progressone I – VII – I – V – III – VII – I – V – I è molto simile alla Romanesca (eg. Greensleeves) e alla Follia, due altre con bassi ostinato, delle più popolari. Questo dettaglio provoca confusione, ma Il passamezzo, come molte altre danze del Rinascimento non è definita da una sola sequenza di accordi se non per un insieme di elementi: il suo compasso, il suo ambito, le sue figure ritmiche e melodiche così come le convenzioni stilistiche legate alla pratica stessa della danza in questione. La Romanesca inoltre si differenziava in certa maniera contribuendo all'identificazione del passamezzo. Galilei (Primo Libro della pratica del contrappunto, 1588-1591) dà un suggerimento indicando che la Romanesca ha un carattere “eccitato” e che il passamezzo è “tranquillo”. Un altro elemento caratteristico interessante è la fluidità apparente del ritmo, direttamente legata al movimento regolare dei passi di ballo.
Fonte: International Encyclopedia of Dance. Oxford University Press.

## Passamezzo moderno
Il passamezzo moderno è una variante in tonalità maggiore, appare per esempio nella Quadran Pavan inglese. La sua sequenza armonica è I – IV – I – V – I – IV – I – V – I :